# Gabriel Spens (1712–1781)
Gabriel Spens, född 23 september 1712 på Margretelunds slott, död 8 september 1781 på Engelholms herrgård, var en svensk greve, fältmarskalk, riksråd och en av rikets herrar.

## Bakgrund
Spens blev efter studierna i Uppsala fänrik vid Dalregementet 1732, gick i polsk tjänst 1734 där han sårades vid en belägring av Danzig (Gdansk). Därefter gick han i fransk tjänst som kapten vid general Lencks regemente (Royal suédois) och deltog i fälttåget vid Rhen. Återvände till Sverige och Dalregementet 1739. Deltog som ryttmästare vid Västgöta kavalleriregemente i kriget i Finland 1741–1742. Gavs i uppdrag att värva ett regemente i Tyskland 1749, detta uppsattes i Stralsund under namnet Spenska regementet och Spens blev dess chef från 1749–1765. Han deltog i kriget i Pommern mot Preussen 1757–1762, från 1760 som generalmajor och kommendant i Stralsund. Överste för Närke-Värmlands regemente 1765–1779, generallöjtnant 1770, general av infanteriet 1773 samt fältmarskalk och Serafimerriddare 1776. Ogift.
Spens var fideikommissarie till herrgården Engelholm i Östergötland.